# Hiroshimana
Hiroshimana (japanisch 広島菜) ist eine Delikatesse (Chinmi) der japanischen Küche. Es handelt sich um eine Abart des Chinakohls (Brassica rapa subvar. hiroshimana). Der Name ist abgeleitet von der japanischen Präfektur Hiroshima, wo der Kohl angebaut wird.
Die jungen Blätter und flachen Stängel sind sehr zart und schmackhaft. Sie werden zum Pfannenrühren oder, sauer eingelegt (tsukemono), als Vorspeise verwendet. In mildem Klima kann man die Pflanzen bereits 30–40 Tage nach der Aussaat ernten. In Europa kostet ein Kilogramm frisch etwa 100 €.